# ワッセナー合意

OECD定義による各国の一時雇用者の割合

ワッセナー合意（ワッセナーごうい、Akkoord van Wassenaar）とは、オランダで1982年に行われた雇用者団体と労働組合と政府の間で交わされた合意。失業の増大とインフレーション進行を阻止するため、以下が労使で合意された。
- 賃金上昇ベースの抑制、労働時間の短縮[2]
- 社会保障支出の抑制による、社会保険負担の軽減[2]

その後も労使合意が進められ、以下が法で定められた。
- 労働条件（賃金・手当・福利厚生・職場訓練・企業年金）のすべてにおいて、フルタイムとパートタイムの同一待遇[2]
- 同一賃金のまま労働時間を延長、もしくは短縮する権利[2]

その結果、1970年代から続いてきた賃金と物価のスパイラル現象（スタグフレーション）の抑止に成功し、失業率の低下と経済成長を同時に達成することが出来た。この改革はオランダ・モデル（または、ポルダー・モデル）と呼ばれているとともに、世界初のパートタイム経済（ワークシェアリング）の国とも呼ばれている。
現在のオランダはパートタイム大国となっており、雇用者の36.9%がパートタイムで勤務する（2020年）。不完全雇用パートタイマーの割合は低く、パートタイム労働への満足度は高い。

## 合意とその背景
欧州における天然ガスの大産出国であるオランダは、1970年代の石油ショックによるエネルギー資源価格高騰により多額の収益を上げた。国家財政が潤い高レベルの社会福祉制度が構築されるとともに、労働者賃金も上昇した。しかし天然ガスの輸出拡大はオランダ通貨ギルダーの為替レート上昇をもたらし、同時に労働者賃金の上昇による輸出製品の生産コスト上昇も加わり、工業製品の国際競争力が急速に落ちることとなった。資源エネルギーブームが去った後も、高レベルの社会福祉制度は維持され国家財政を圧迫した。
また、労働者賃金の高止まりは、雇用数を絞ることで総人件費を抑えるという選択を雇用者側にさせた結果、大量の失業者を生んだ。1980年代前半には失業率は14%に達するとともに、経済成長率はマイナスに陥った。オランダ病と言われる大不況が国を襲った。
この状況を打開するため、1982年11月24日に、政府の支援により雇用者団体と労働者団体の間で、賃金削減と、雇用確保のための労働時間短縮について合意した。また同時に、政府は労働者側の収入減を補うための減税と企業側の雇用維持による負担を補うため社会保障負担の低減といった両者に対する支援を行うとともに、財政健全化や企業投資促進のための政策もセットで行うことが決められた。

## その後

OECD各国の雇用者におけるパートタイマー割合（%）

その後も労働市場に関する政策が継続的に実施され、たとえば1996年の労働法改正で、フルタイム労働者とパートタイム労働者との間で、時給、社会保険制度加入、雇用期間、昇進等の労働条件に格差をつけることを禁じ、2000年の労働時間調整法制定により、労働者がフルタイムからパートタイムへ、あるいはパートタイムからフルタイムへ移行する権利を認めるとともに、週当たりの労働時間を労働者自身が決められることとなった。（パートタイムとは週35時間未満の労働時間、35時間以上の労働時間の場合はフルタイムと呼ばれている。両者の間では労働時間の違いを除き、権利義務は同一である。）
これらの改革の結果、賃金削減により労働分配率が低下し、製品の国際競争力が高まるとともに企業収益も改善し、投資も促進された。個々人が必要とする収入に基づく多様な働き方の促進により、結果としてパートタイム労働者が増加するとともに失業率も下がった。パートタイム労働者の比率は1983年の18.5%から2001年には33.0％に上昇するとともに、失業率は1983年の14%から2001年の2.4%まで減少することとなった。経済成長率もプラス成長に転ずるとともに、1999年には財政の黒字化も達成している。
労働市場の改革は民間セクターだけに留まることなく、公務員にも及んだ。現在、教師や警察官といった職種もパートタイム労働者無しでは成り立たなくなっている。なお、パートタイムとは1日の労働時間を縮減するものだけでなく、週の労働日を縮減するものも含まれ、実際には週4日勤務や週3日勤務といった働き方が一般的である。